# Cristo de la Concordia
Cristo de la Concordia (španělsky El Cristo de la Concordia) je socha, ztvárňující postavu Ježíše Krista. Nachází se na vrchu San Pedro, na východ od Cochabamby v Bolívii. Je přístupná lanovkou. Socha je vysoká 34,20 metru, podstavec má 6,24 metru při celkové výšce 40,44 metrů.

## Historie
Stavba sochy započala dne 12. července 1987 a byla dokončena 20. listopadu 1994. Byla navržena dvěma bratry, Césarem a Wálterem Terrazas Pardo, a byla postavena podle sochy Krista Vykupitele v Rio de Janeiru. Stojí 265 metrů nad městem Cochabamba, 2 840 metrů nad mořem. Po dokončení se stala největší sochou Ježíše Krista na světě, čímž překonala svůj model. Váží přibližně 2 200 tun. Hlava sochy má výšku 4,64 metru a váží 11 850 kilogramů. Rozpětí paží je 32,87 metru. 1399 schodů vede k prostoru uvnitř paží sochy, ale návštěvníkům je povolen výstup pouze v neděli.

## Postavení ve světě
Socha je o něco menší než Socha Krista Krále v polském Świebodzinu a vyšší než socha Krista Vykupitele (30 m vysoký) v brazilském Riu de Janeiru. Je to třetí největší socha na jižní polokouli po soše Virgen de la Paz ve Venezuele a soše svaté Rity z Cascie v Brazílii. Levá ruka sochy ukazuje na jih a pravá ukazuje na sever.